# Escrita Thaana
Thaana ou taana (ތާނަ‎, transl. Tāna) é a escrita usada pela língua diveí falada nas Maldivas. A taana apresenta características tanto de abugida (diacríticos para vogais, ("virama") e de alfabeto verdadeiro (completo, com todas as vogais escritas, cujas consoantes derivam dos algarismos indo-arábicos e das línguas locais; cujas vogais têm como base os diacríticos do abjad árabe. Sua ortografia é tipicamente fonêmica.

## História
A escrita taana teve seu primeiro registro num texto de um documento localizado nas Maldivas, datado do início do século XVIII, quando tinha uma forma ainda não muito elaborada, a chamada Gabulhi Thaana (era uma escrita contínua como é da língua tailandesa). Essa escrita primitiva foi se desenvolvendo lentamente, os caracteres tiveram inclinações de 45º, passou a haver separação entre palavras. Com o tempo passou a substituir o antigo alfabeto Dhives Akuru. Hoje, a mais antiga amostra da escrita está na ilha de Kanditheemu (Shaviyani Atol) no atol Northern Miladhunmadulul. Está inscrita nos postes de entrada da principal Hukuru Miskiy (mesquita de sexta-feira) da ilha, e data de 1008 do calendário islâmico (AH) (1599 a.C.), data em que o teto do prédio foi construído e renovado nos reinados do sultão Ibraim Calaafam (Sultão Ibrahim III) e de Hussain Faamuladeyri Kilege (Sultão Hussain II), respectivamente.

## Escrita
Tanto a taana, como o árabe e o hebraico são escritas da direita para esquerda. As vogais são indicadas por diacríticos derivados do árabe. Cada letra pode ter incorporada uma vogal ou um sukun (que indica "sem vogal"). A única execeção a essa regra é a letra nūnu que, quando escrita sem diacrítico, indica nasalização da consoante plosiva que se segue.
As indicações de vogais (sinais diacríticos) Dihevi são chamadas fili em diveí; são cinco fili para sons vocálicos curtos (a, i, u, e, o), sendo que os dois primeiros são idênticos aos da escrita árabe, sinais harakat (fathae kasra) e a terceira (damma) tem aparência muito similar à do árabe. As vogais longas  (transliteradas como ā, ē, ī, ō e ū) são marcadas por uma fili dupla (exceto ō, que é uma modificação breve de obofili).

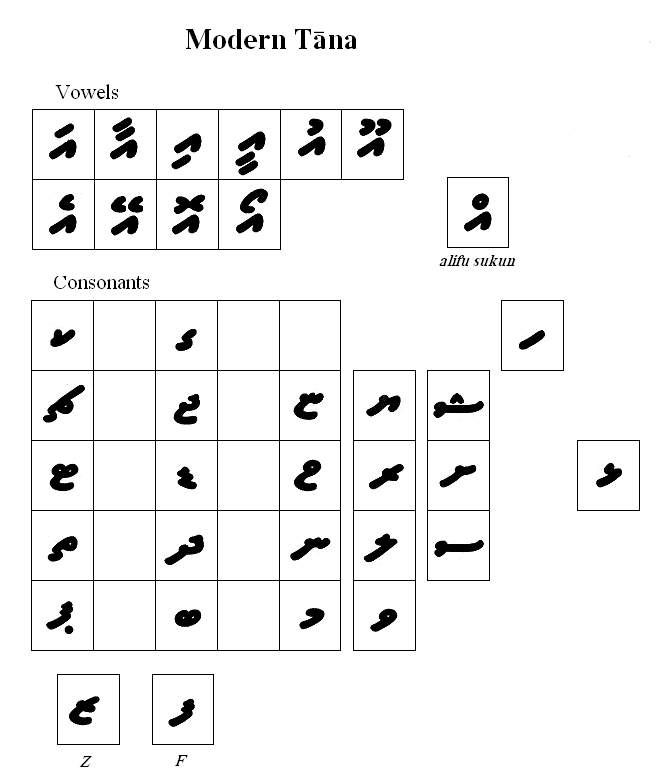
Taana (ou Thaana), a atual escrita oficial das Maldivas

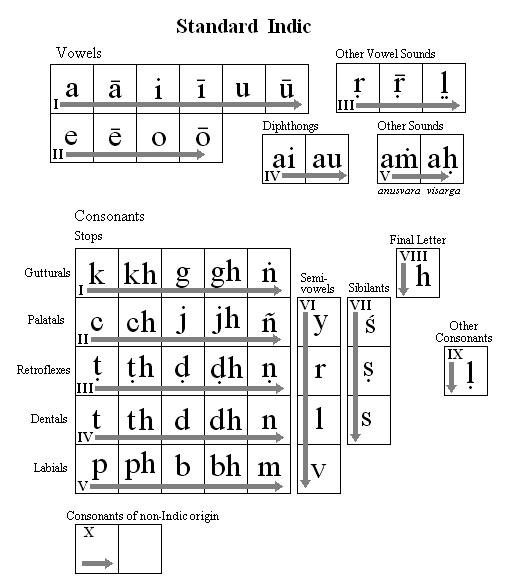
Standard Indic. Esta tabela é uma referência para a posição das letras na tabela taana

A letra alifu não tem valor sonoro próprio, sendo usada com diversos objetivos: pode ser usada como meio de "carrier" (permissão) para uma vogal que não tenha uma consoante que a anteceda, ou seja uma vogal inicial de palavra ou a segunda vogal de um ditongo; pode indicar geminação (tornar longas as consoantes que a seguem); quando ocorre alifu + sukun no final de palavras, indica que esse sinal é lido como /eh/. A geminação de nasais é marcada por nūnu + sukun antes da nasal a ser geminada.

### Origem das letras
As origens das letras taana apresentam características únicas entre os alfabetos do mundo. As primeiras nove letras são derivadas dos numerais do alfabeto árabe, as nove seguintes são de numerais hindus locais. As demais letras são para palavras de origem externa e vêm da transliteração do árabe para consoantes nativas marcadas com diacríticos, exceto a letra "Y", cuja origem é desconhecida. Assim, a escrita taana é, na região, uma das poucas não graficamente derivadas da escrita proto-sinaítica, exceto as que surgiram via escrita brami.
A ordem das letras do alfabeto taana (hā, shaviyani, nūnu, rā, bā, etc.) não segue a mesma sequência de outras escritas índicas nem da escrita árabe. Não há uma aparente lógica nessa ordem, dando a impressão para estudiosos que essa mistura indecifrável foi proposital para confundir a população da ilha. Era usada inicialmente para escrever encantamentos mágicos ditos fadinta. Isso incluiu o desenvolvimento estilo árabe, da direita para a esquerda. Os maldivenses mais cultos, que eram também versados em feitiçaria, teriam visto vantagens nesse sistema de difícil interpretação, e a taana foi aos poucos sendo adotada no dia a dia.
A taana chegou a desaparecer por um breve período na história recente quando por volta dos anos 70, na presidência de Ibrahim Nasir, as máquinas de telégrafo foram introduzidas pelo governo das Maldivas para administração local. Os equipamentos de telex foram vistos como um grande progresso, porém, a taana foi vista como um obstáculo, pois as máquinas só escreviam em alfabeto latino. A partir daí, uma transliteração Malé da escrita latina para o diveí foi oficialmente aprovada pelo governo em 1976, sendo rapidamente implementada em toda a administração. Livros orientativos foram impressos e despachados para todos os postos "Atoll and Island Offices", para escolas e navios cargueiros. Parecia ser o fim da escrita taana.
A escrita latina para diveí usa indiscriminadamente "H"s para sons mesmo não aspirados, em clara oposição com a fonética normal das línguas índicas. Também eram usadas certas combinações de letras e apóstrofos para alguns sons de origem árabe, os quais ignoravam completamente as transliterações árabes aceitas em círculos acadêmicos de todo o mundo. As vogais longas oo  e ee vieram do inglês, reminiscências de transcrições coloniais.
Quando essa mudança para escrita latina ocorreu, antropólogo norte-americano Clarence Maloney, que vivia nas Maldivas, lamentou essas grosseiras inconsistências do latim Dhiveh e questionou porque não se usava a transcrição IPA do sânscrito em lugar dessa latina.
A escrita taana foi novamente implementada pelo Presidente Maumoon Abdul Gayoom pouco depois de sua posse em 1978, mas a transcrição em alfabeto latino continuava em pleno uso.

## Caracteres
A escrita taana ocupa os pontos de códigos Unicode de 1920 a 1983 (hexadecimal 0780 a 07BF). Como exemplo, ver o hino das Maldivas, Gaumii salaam.
| Grafema | Nome       | Romanização Nasiri                            | IPA valor                                     |
| ------- | ---------- | --------------------------------------------- | --------------------------------------------- |
| ހ       | haa        | h                                             | [h]                                           |
| ށ       | shaviyani  | talvez entre sh" e r" talvez "ng"}}           | retroflexo [ʃ]/[ɽ] [ŋ]                        |
| ނ       | noonu      | n                                             | [n̪]                                           |
| ރ       | raa        | r                                             | [ɾ]                                           |
| ބ       | baa        | b                                             | [b]                                           |
| ޅ       | lha viyani | lh                                            | [ɭ]                                           |
| ކ       | kaafu      | k                                             | [k]                                           |
| އ       | alifu      | varia                                         | ver artigo                                    |
| ވ       | vaavu      | v                                             | [ʋ]                                           |
| މ       | meemu      | m                                             | [m]                                           |
| ފ       | faafu      | f                                             | [f]                                           |
| ދ       | dhaalu     | dh                                            | [d̪]                                           |
| ތ       | thaa       | th                                            | [t̪]                                           |
| ލ       | laamu      | l                                             | [l]                                           |
| ގ       | gaafu      | g                                             | [ɡ]                                           |
| ޏ       | gnaviyani  | gn                                            | [ɲ]                                           |
| ސ       | seenu      | s                                             | [s̺]                                           |
| ޑ       | daviyani   | d                                             | [ɖ]                                           |
| ޒ       | zaviyani   | z                                             | [z̺]                                           |
| ޓ       | taviyani   | t                                             | [ʈ]                                           |
| ޔ       | yaa        | y                                             | [j]                                           |
| ޕ       | paviyani   | p                                             | [p]                                           |
| ޖ       | javiyani   | j                                             | [dʒ]                                          |
| ޗ       | chaviyani  | ch                                            | [tʃ]                                          |
| ޘ       | ttaa       | árabe para Dhivehii transliteração caracteres | árabe para Dhivehii transliteração caracteres |
| ޙ       | hhaa       | árabe para Dhivehii transliteração caracteres | árabe para Dhivehii transliteração caracteres |
| ޚ       | khaa       | árabe para Dhivehii transliteração caracteres | árabe para Dhivehii transliteração caracteres |
| ޛ       | thaalu     | árabe para Dhivehii transliteração caracteres | árabe para Dhivehii transliteração caracteres |
| ޜ       | zaa        | inglês para Dhivehi transliteração [ʒ]        | inglês para Dhivehi transliteração [ʒ]        |
| ޝ       | sheenu     | transliteração árabe para Dhivehi caracteres  | transliteração árabe para Dhivehi caracteres  |
| ޞ       | saadhu     | transliteração árabe para Dhivehi caracteres  | transliteração árabe para Dhivehi caracteres  |
| ޟ       | daadhu     | transliteração árabe para Dhivehi caracteres  | transliteração árabe para Dhivehi caracteres  |
| ޠ       | to         | transliteração árabe para Dhivehi caracteres  | transliteração árabe para Dhivehi caracteres  |
| ޡ       | zo         | transliteração árabe para Dhivehi caracteres  | transliteração árabe para Dhivehi caracteres  |
| ޢ       | aïnu       | transliteração árabe para Dhivehi caracteres  | transliteração árabe para Dhivehi caracteres  |
| ޣ       | ghaïnu     | transliteração árabe para Dhivehi caracteres  | transliteração árabe para Dhivehi caracteres  |
| ޤ       | qaafu      | transliteração árabe para Dhivehi caracteres  | transliteração árabe para Dhivehi caracteres  |
| ޥ       | waavu      | transliteração árabe para Dhivehi caracteres  | transliteração árabe para Dhivehi caracteres  |
| އަ       | aba fili   | a                                             | [ə]                                           |
| އާ       | aabaa fili | aa                                            | [əː]                                          |
| އި       | ibi fili   | i                                             | [i]                                           |
| އީ       | eebee fili | ee                                            | [iː]                                          |
| އު       | ubu fili   | u                                             | [u]                                           |
| އޫ       | ooboo fili | oo                                            | [uː]                                          |
| އެ       | ebe fili   | e                                             | [e]                                           |
| އޭ       | eybey fili | ey                                            | [eː]                                          |
| އޮ       | obo fili   | o                                             | [ɔ]                                           |
| އޯ       | oaboa fili | oa                                            | [ɔː]                                          |
| އް       | sukun      | varia                                         | ver artigo                                    |
| ޱ       | na viyani  | ṇ                                             | [ɳ]                                           |

## Unicode
A taana foi adicionada à codificação Unicode em setembro de 1999, na versão 3.0 — bloco Thaana U+0780–U+07BF.